# Batalla de Wimpfen
La batalla de Wimpfen se libró el 6 de mayo de 1622 durante la primera fase de la guerra de los Treinta Años. El campo de batalla se encontraba entre Wimpfen y Heilbronn. El combate terminó con la victoria de las tropas católicas españolas y bávaras al mando de Johann Tserclaes (conde de Tilly) y Gonzalo Fernández de Córdoba.

## Antecedentes
Tilly había perdido la batalla de Mingolsheim el 27 de abril de 1622 y se había retirado a Wimpfen, donde había un vado del río Neckar. El ejército protestante, de casi 70.000 soldados, le había perseguido pero Ernesto de Mansfeld se dirigió luego al norte del Palatinado y el margrave Jorge Federico de Baden-Durlach se quedó con unos 13.000 hombres (según otras fuentes 20.000) a la zaga de las fuerzas de Tilly, que saquearon toda la región. El 5 de mayo, las tropas badenses se desplazaron por Biberach hacia Wimpfen para atacar a los católicos.
Los soldados del margrave avanzaron desde el suroeste y se desplegaron en un frente de 2 km. Las tropas de Tilly tomaron posiciones al norte del enemigo. El ala derecha la constituían soldados españoles a las órdenes de Gonzalo Fernández de Córdoba. El cuartel general de Tilly se había instalado en la iglesia de Wimpfen.

## La batalla
A las 5 de la mañana del 6 de mayo de 1622 comenzó un intenso cañoneo, por lo que las tropas de Tilly se retiraron a un bosque. A causa del calor reinante se suspendieron las hostilidades entre las 11 y las 2 de la tarde. Luego se produjo un ataque por sorpresa al ala derecha del margrave, y la caballería lorenesa huyó hacia Neckargartach (en las proximidades de Heilbronn). Hacia las 17:30, un cañonazo impactó de lleno en un carromato de pólvora que hizo explotar el depósito de municiones del margrave Jorge Federico, parte de cuyos soldados fueron presa del pánico y se dieron a la fuga. A las 6 de la tarde cayó muerto el duque Magno de Wurtemberg que mandaba el regimiento de coraceros de los badenses, y poco después las fuerzas de Tilly consiguieron hacerse con todo el campamento y la artillería.
Los soldados de Baden se vieron acorralados en su retirada cuando intentaban cruzar el único puente sobre un pequeño río en Bolligen. La caballería de Tilly hizo allí una gran matanza. En total hubo 5.000 muertos entre los protestantes.
En el curso siguiente de la guerra, el conde de Tilly y Fernández de Córdoba intentaron impedir que se reunieran las tropas protestantes restantes de Mansfeld y de Cristián de Brunswick, a quien derrotaron en la batalla de Höchst, el 20 de junio de 1622.

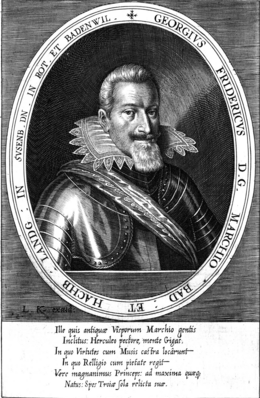
El margrave Jorge Federico de Baden-Durlach hacia 1620.
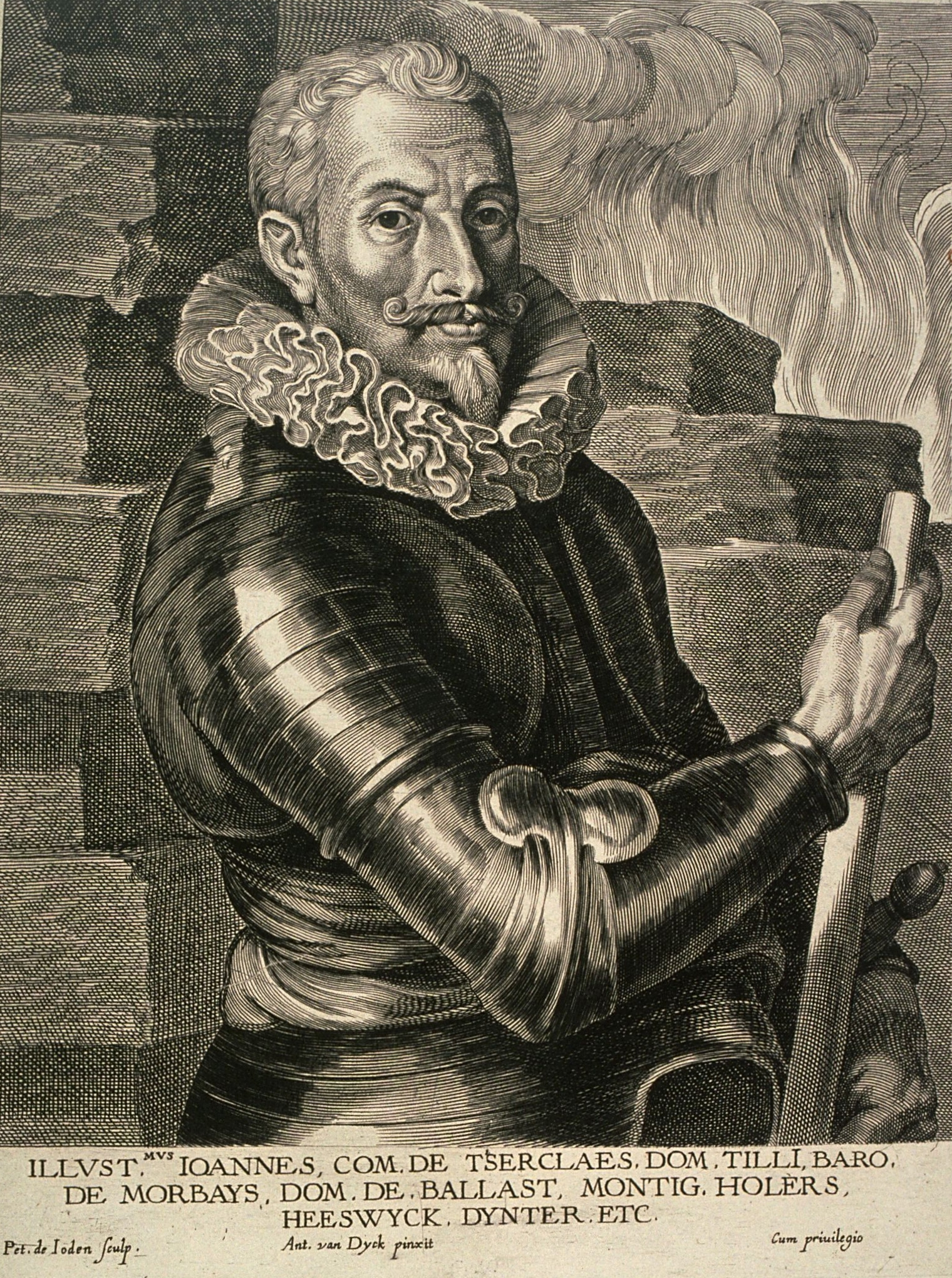
El conde de Tilly, grabado de Pieter de Jode II.
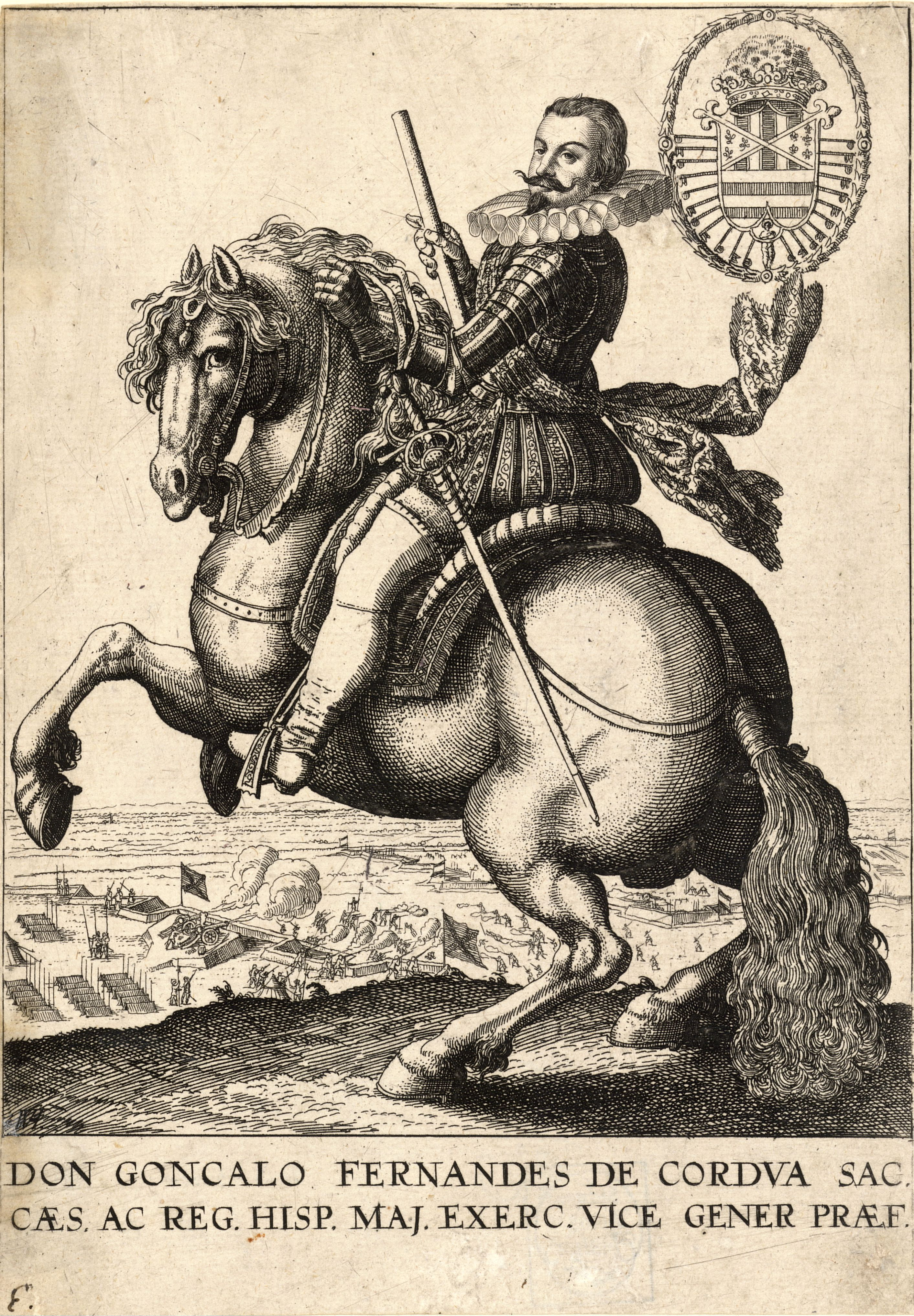
Gonzalo Fernández de Córdoba, grabado de Václav Hollar.
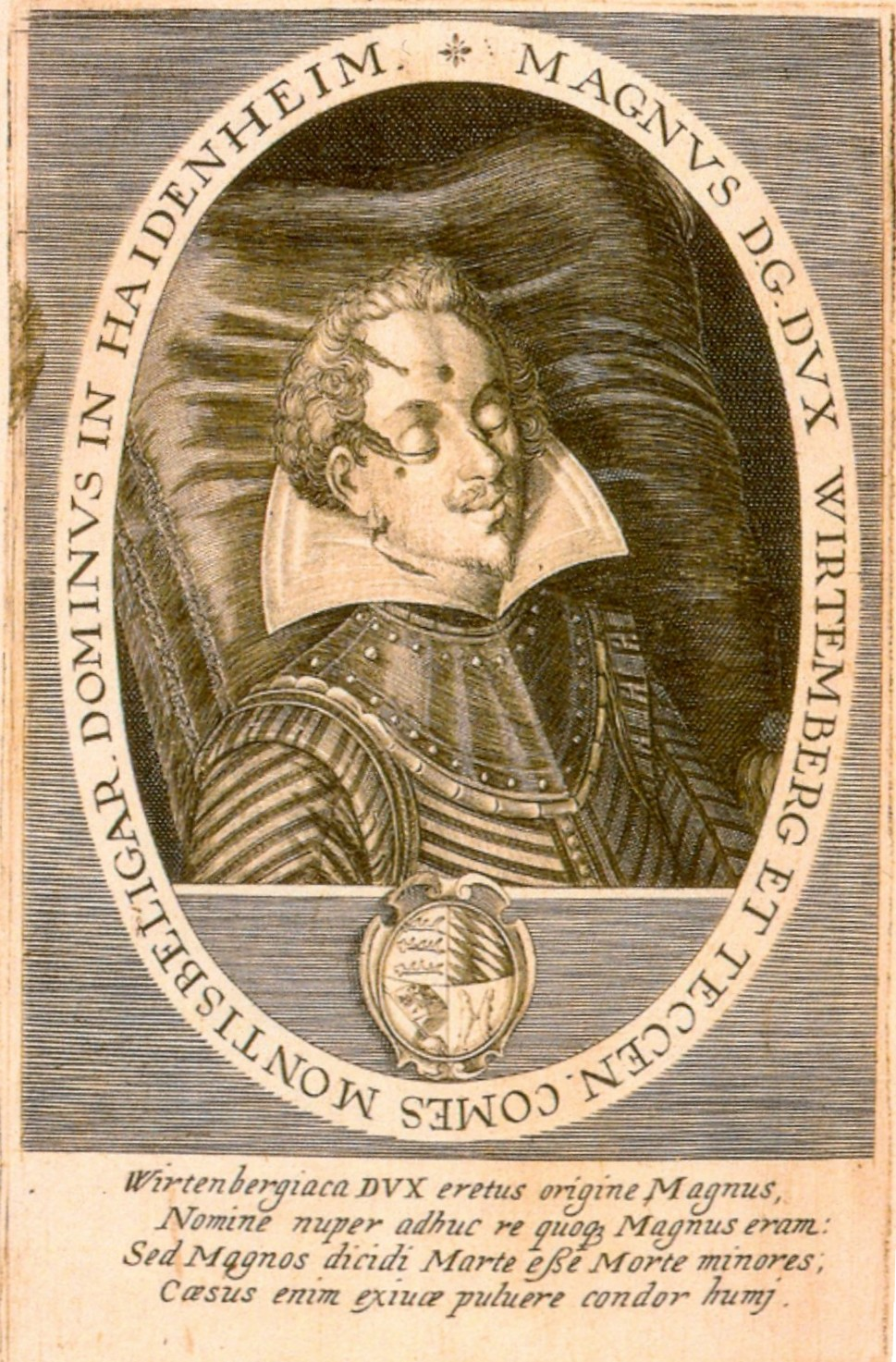
El duque Magno de Wurtemberg en el lecho mortuorio.